# 乐从镇
乐从镇是中国广东省佛山市顺德区下辖的一个镇，位于顺德区的西北部。全镇总面积78平方公里，常住人口10万人，流动人口约13万人。广东省著名的侨乡，有港澳以及海外侨胞6万多人。2006年，乐从镇国内生产总值为73.5亿元。2019年中国百强乡镇第41名。

## 行政区划
现辖：
乐从社区、沙滘社区、平步社区、腾冲社区、新隆村、葛岸村、良教村、上华村、小布村、荷村、大墩村、小涌村、岳步村、良村、劳村、道教村、大罗村、路州村、大闸村、水藤村、沙边村、罗沙村和杨滘村。

## 交通
- 佛山大道贯穿南北。
- 东平水道和顺德水道夹镇而流。

### 地铁车站
- 广佛线：世纪莲站、东平站、新城东站
- 佛山地铁3号线：东平站、大墩站、岳步站
- 广州地铁28号线：东平站、鹭洲站

### 城际车站
- 广佛环线：顺德北站

## 风土人情
魚腐相傳由樂從一名孝女發明，利用豆腐混入雞蛋和魚肉製成。
乐从镇有钢铁，塑料，家具等三大专业市场，是全国最大的钢铁贸易集散地。其中乐从钢铁市场最为闻名，有二十多年的历史。有“中国家具商贸之都”“中国塑料商贸之都”之称。